# Anthospermum vallicola
Anthospermum vallicola är en måreväxtart som beskrevs av Spencer Le Marchant Moore. Anthospermum vallicola ingår i släktet Anthospermum och familjen måreväxter. Inga underarter finns listade i Catalogue of Life.